# Estnisches Kulturkapital
Das Estnische Kulturkapital (estn. Eesti Kultuurkapital, abgekürzt häufig als Kulka) ist eine Stiftung zur Förderung der estnischen Kultur. Der Fonds wurde per Gesetz 1994 eingerichtet, nachdem er bereits von 1925 bis 1941 bestanden hatte.

## Zwischenkriegszeit
Nach Gründung der Republik Estland 1918 wollte die estnische Regierung die nationale Kultur konsolidieren, indem man sie staatlicherseits subventionierte. Erste Initiativen hierzu lassen sich auf 1921 datieren, als eine Verfügung des Finanzministeriums über eine Sonderabgabe auf Alkohol erging. Mit den so gewonnenen Mitteln sollte die Kultur gefördert werden. Es dauerte jedoch noch einige Jahre, ehe das Gesetz über das Kulturkapital 1925 verabschiedet wurde.
Auf Basis dieses Gesetzes wurde dann aus einer Sondersteuer auf Tabak und Alkohol ein Fonds gespeist, der in sechs Sparten eingeteilt war: Literatur, Theater, Musik, Bildende Kunst, Körperkultur und Journalistik. Alle Sparten hatten eine eigene Verwaltung und eigene Entscheidungsgremien. Mit den Mitteln wurden Publikationen gefördert, Preise ausgelobt oder Stipendien gezahlt. Eine Förderung durch das Kulturkapital in Gestalt von Stipendien konnte für einen kurzen Zeitraum gelten oder sich auf Jahre, möglicherweise sogar anderthalb Jahrzehnte ausdehnen. Im Bereich der Literatur konnte man beispielsweise Autoren ermöglichen, ausschließlich vom Geld der Stiftung zu leben.

## Sowjetische Besetzung
Nach der sowjetischen Okkupation im Juni 1940 schlief der Fonds bald ein und wurde im Frühjahr 1941 offiziell aufgelöst. In Zeiten der fortschreitenden Sowjetisierung nach dem Zweiten Weltkrieg bestand erwartungsgemäß kein Bedarf nach einer zutiefst kapitalistischen Institution mit dem Namen „Kulturkapital“. Obendrein erfolgte die Kulturförderung und -steuerung im sozialistischen System grundsätzlich anders.

## Seit 1991
Nach der Wiederherstellung der estnischen Unabhängigkeit 1991 wurde der Ruf nach einer Wiederbelebung auch des Kulturkapitals laut, denn in einer sich rasch entwickelnden freien Marktwirtschaft war es für die Kultur nicht leicht, sich zu behaupten. 1994 wurde das neue Gesetz über das Kulturkapital verabschiedet, das in groben Zügen seinem Vorbild aus der Zwischenkriegszeit folgte. Der Sitz der Stiftung ist in Tallinn. Sie wird von einem elfköpfigen Stiftungsrat geleitet. Stiftungsratsvorsitzender ist der estnische Kulturminister. Sein Stellvertreter wird vom estnischen Finanzministerium benannt.

## Finanzierung
Der Fonds wird wie in der Zwischenkriegszeit von der Tabak- und Alkoholsteuer gespeist. Als dritte Quelle kam die Glücksspielsteuer hinzu. Das Volumen ist beinahe jährlich gewachsen und betrug 2012 22 Millionen Euro. Die Förderbeträge werden – auf Antrag – viermal im Jahr ausgeschüttet. Dabei gibt es grundsätzlich drei verschiedene Arten der Förderung:
- Stipendien und Pensionen, d. h. monatliche Zahlungen über einen längeren Zeitraum hinweg
- Konkrete Projektförderungen wie Druckkostenzuschüsse, Finanzierungen von Veranstaltungen und Ausstellungen etc.
- Preise (Jahrespreise, Preise für ein Lebenswerk etc.)

## Gliederung
Das Kulturkapital ist heute in acht Sparten eingeteilt:
- Architektur
- Audiovisuelle Kunst
- Bildende Kunst
- Literatur
- Musik
- Theater
- Sport
- Volkskultur

Alle acht Sparten haben ihre eigenen Entscheidungsgremien, die jeweils auf mehrere Jahre ernannt werden. Sie bilden gleichzeitig die jeweilige Jury für die verschiedenen Preise.

## Preise
- Jahrespreise
- Jahrespreise pro Sparte
- Kulturperle, Preis für eine besondere Leistung auf kulturellem Gebiet per Provinz